# Liste der Augustiner-Chorherrenstifte
Diese Liste enthält bestehende und ehemalige Chorherrenstifte der Augustiner-Chorherren.

## Belgien
- Abtei Aulne bei Thuin (974–1146), danach Zisterzienser
- Kloster Groenendael bei Brüssel (1343–1784)
- Rotes Kloster bei Brüssel (1367/69–1796)
- Kloster Sint Geertrui in Löwen (bis 1796)

## Deutschland
- Reichsabtei Burtscheid, Aachen St. Johannes Baptist (1421– ? ), Windesheimer Kongregation
- Kloster Abbenrode (vor 1141–1554)
- Kloster St. Nikolai in Aken/Elbe (1270–1558)
- Kloster Aldersbach (1123–1146), danach Zisterzienser
- Alsleben/Saale (1448–1561)
- Augustiner-Chorherrenstift St. Marien in Altenburg (1165/1172–1543)
- Ammendorf/Halle (1264–1274) Nikolaikapelle
- Kloster Ammensleben (1127–1129)
- Asbeck (Münsterland) (?–1173), Doppelkloster, nach 1173 nur Augustiner-Chorfrauen bis 1805
- Kloster Au am Inn (780/1122–1803), seit 1853 Franziskanerinnen
- Klösterlein Zelle in Aue (1173–1525/1527)
- Kloster Heilig Kreuz Augsburg (1167–1803), seit 1936 Dominikaner
- Kloster Sankt Georg in Augsburg (11. Jahrhundert bis 1802)
- Kloster Marienthal in Bad Neuenahr-Ahrweiler
- Stift Backnang (1116–1477), danach Kollegiatstift
- Bad Klosterlausnitz 1132 als Augustinerinnenkonvent gegründet, er bestand bis zum Tod der beiden letzten Nonnen 1543.
- Kloster Barsinghausen (1193–1229)
- Kloster Baumburg (1107–1803)
- Fürstpropstei Berchtesgaden (1102–1802)
- Kloster Bernried (1121–1803), heute Benediktinerinnen
- Kloster Beuerberg (1121–1803), seit 1835 bis 2014 Salesianerinnen
- Kloster Beuron (1077–1802), seit 1863 Benediktiner
- Beuster St. Nikolaus, (1172–1337)
- Kloster Beyharting (1130–1803)
- Bibra Bad Bibra (1107–Reformation)
- Kloster Birklingen (1459–1546)
- Stift Blomberg Klosterkirche (Blomberg) in Blomberg (1468–1569)
- Kloster Bordesholm (1330–1566), Übersiedlung von Neumünster
- Kloster Böddeken (1409–1803), vorher Frauenstift
- Kloster Bödingen (1424–1803)
- Kloster Buxheim (1238–1402), danach Kartäuser
- Camburg (vor 1195–1217), zuvor Benediktiner, vor 1195 gegründetes Augustiner-Chorherrenstift 1219 nach Eisenberg verlegt
- Augustinerkloster Crimmitschau/Neukirchen (ca. 1222–1478)
- Kloster Dalheim (1452–1803)
- Denkersdorf (?–1535), seit 1129 Kanoniker vom Hl. Grab
- Derneburg (1213–1443) DK?, danach Zisterzienser
- Kloster Diesdorf in Diesdorf (1161–1300), 1300–1551 Augustiner-Chorfrauen, danach evangelisches Frauenstift
- Kloster Dießen (1150–1803), heute Barmherzige Schwestern
- Kloster Dietramszell (1098–1803), heute Salesianerinnen
- Kloster Disibodenberg (um 1000–1098/1107), danach Benediktiner
- Dünnwald in Köln (1117–1143)
- Kloster Eberbach (1116–1131), danach Zisterzienser
- Eberhardsklausen (siehe Klausen)
- Kloster Ebersberg (934–1013), danach Benediktiner
- Eckartsberga (um 1170–?), Zelle mit drei Chorherren
- Eibingen (1148–1165), danach Benediktinerinnen
- Eisenach, Marienstift (1294–1525)
- Eisenberg (1212–1219), von Camburg
- Fürstpropstei Ellwangen
- Feuchtwangen, Marienstift (1197–1540), zuvor Benediktiner, ab 1540 evangelisch, 1563 aufgehoben
- Augustiner-Chorherrenstift Erfurt in Erfurt (1117–1540)
- Erfurt Allerheiligenkirche (1117–1250)
- Ettersburg in Weimar (1085–1536)
- Kloster Ewig bei Attendorn (1420–1803)
- Faurndau (1290–1536)
- Kloster Flonheim (1133–1554)
- Frankenthal/Pfalz „Erkenbertstift“ (1119–1562)
- Frauenbreitungen (1137–1183), seit 1150 Doppelkloster
- Kloster Frankenthal (1119–1562)
- Fredelsloh (1132–1277), Doppelkloster
- Kloster Allerheiligen in Freiburg im Breisgau (1302–1806)
- Kloster St. Martin in Freiburg im Breisgau (1991–2009)
- Sankt Marienwolde in Frenswegen (1394–1809)
- Freudenstadt-Kniebis (1271–1277)
- Kloster Gaesdonck (1406–1802)
- Kloster Gars am Inn (1122–1803), heute Redemptoristen
- Marienthal in Marienthal (Stadt Geisenheim) (1568-etwa 1600)
- Gnadental/Donaueschingen (13. Jahrhundert- ? )
- Gnadenthal in Kleve (1481–1663)
- Goch (1360–1406), nach Gaesdonck verlegt
- Stift St. Georg in Goslar (11. Jahrhundert-1527)
- Petersstift in Goslar (1050–1527)
- Kloster Grauhof bei Goslar
- Kloster Riechenberg in Goslar (1128–1569)
- Marienstift in Gotha (1344–1530), vorher in Ohrdruf
- Bonifatiusstift in Halberstadt (1034–1246)
- Johannisstift in Halberstadt (1030- )
- Liebfrauenstift in Halberstadt (1005–1605)
- Moritzstift in Halberstadt (1237–1246), mit Bonifatiusstift vereinigt
- Peter-Paul-Stift in Halberstadt (1083- )
- Moritzstift in Halle (1184–1520)
- Kloster Neuwerk in Halle (1114/1116–1530/1531)
- Kloster Hamersleben (1108–1804)
- Hedersleben (Mansfelder Land) (1357–1525)
- Kloster Heidenfeld (1071–1803), heute Erlöserschwestern
- Heiligenstadt/Eichsfeld Martinstift (960–1803)
- Kloster Herbrechtingen (1171–1552)
- Kloster Heroldsbach in Franken (bestehend)
- Herrenbreitungen (1137–1183)
- Kloster Herrenchiemsee (1130–1803)
- Kloster Herrenleichnam in Köln (aufgelöst)
- Herzel/Bornheim (1149–1250)
- St. Bartholomäus in Hildesheim (1036–? )
- Hildesheim Hl. Kreuz (vor 1079–? )
- Kloster Marienrode in Hildesheim (1125–1259)
- Hildburghausen ( ? - ? )
- Hirzenhain (1437–1568)
- Kloster Höglwörth (1125–1817)
- Kloster Höningen (1120–1569)
- Kloster Hördt (1103–1637)
- Kloster Hopels (1450–1528), vorher Prämonstratenser
- Hundisburg (1120–1129)
- Idstein (1340–1546)
- Kloster Indersdorf (1120–1783)
- Kloster Ingelheimerhausen in Ingelheim am Rhein (1190–1435), danach Karmeliter
- Propstei Ingelheim (1354–1576), Filiale des Augustiner-Chorherrenstiftes Prag-Karlshof
- Jechaburg (1004–1543)
- Kaltenborn (1118–1525/1539)
- Katlenburg (1105–1140)
- Klausen (1456–1802)
- Lahr „Steigerkloster“ (1259–1482)
- Landau/Pfalz (1276–1483?)
- Langensalza (1472/1487–1541), von Oberdorla
- Langenselbold (vor 1108–? )
- Kloster Langenzenn (1409–1533)
- Kloster Leipzig (1212–1543), heute Thomasschule zu Leipzig
- Lobenfeld (1145–1223)
- Kloster Lonnig in Lonnig (1128–1326), nach Mayen verlegt
- Liebfrauenstift in Magdeburg (1015–1129), danach Prämonstratenser
- Nikolausstift in Magdeburg (1107/1108–1573)
- Sebastianstift in Magdeburg (um 1015–1558)
- Mandelsloh (1393–1415)
- Marienfrede bei Dingden (Stadt Hamminkeln) (1439–1444), danach Kreuzherren
- Kloster Marienkamp (1420–1530)
- Kloster Marienwerder (1200–1216), danach Augustinerinnen
- Kloster Mayen in Mayen (1326–1592), danach Kollegiatstift bis 1802
- St. Mechtern in Köln (1180–1277)
- Stift Sankt Afra, heute Sächsisches Landesgymnasium Sankt Afra in Meißen (1205–1540)
- Kloster Merxhausen (1213–1527)
- Merzig St. Peter (Merzig) (1152–1182)
- Kloster St. Aegidius in Mittelheim (1131-vor 1213), dazu Augustiner-Chorfrauen
- Kloster Möllenbeck (1441–1558)
- Münsterdreisen (1076–1144) vorher Benediktinerinnen, nachher Prämonstratenser
- Münstermaifeld ( -1802)
- St. Moritz in Naumburg (Saale)(1119–1532)
- Abtei Neresheim (1095–1106), danach Benediktiner
- Kloster Neumünster in Neumünster (1125–1330), danach Übersiedlung nach Bordesholm
- Kloster Neunkirchen am Brand (1359–1803)
- Oberkloster Neuss in Neuss (1181–1802)
- Kloster St. Georg in Niederwerth (1437–1580)
- Niemegk (1089–1150)
- Oberdorla (987–1472/1487), nach Langensalza
- Kloster Maria Linden bei Ottersweier (bestehend)
- Kloster Öhningen (1378–1805), vorher Benediktinerkloster, gegründet 965 in Öhningen
- Ohrdruf Petersstift (980–1344)
- Ölsburg/Ilsede (1003–? )
- Osterwieck (1108–1112)
- Kloster Paring (1141–1598, seit 1974), von 1616 bis 1803 Benediktiner
- Kloster St. Nikola in Passau (1070–1803)
- Perver „Heilig-Geist-Stift“ Salzwedel (1260–1540)
- Stift St. Petrus auf dem Petersberg bei Halle (1124–1565)
- Peternach St. Jakob (1157–1272)
- Pfaffen-Schwabenheim in Rheinhessen (1130–1797)
- Kloster Polling (1135–1803), vorher Benediktiner
- Porstendorf (1209–1220), danach Deutscher Orden
- Quedlinburg St. Jakobi (10. Jahrhundert-1523)
- Kloster Ravengiersburg (1074–1564, 1722–1803)
- Kloster Rebdorf (1156–1458, 1458–1806), Windesheimer Kongregation
- Chorherrenstift Riedern am Wald in Riedern am Wald, Obere Propstei (um 1130/1150–1805/1812)
- Riesa (1210–1230)
- Römhild (1447–1556)
- Kloster Rohr (1133–1803), heute Benediktiner
- Roßleben (1140–1250/1260), danach Zisterzienserinnen
- Kloster Rottenbuch (1073–1803), heute Don-Bosco-Schwestern
- Rottenburg am Neckar (1330–1806)
- Stift Sankt Arnual in Saarbrücken (1135–1569)
- Stift St. Johann in Regensburg (1127–um 1290), danach Kollegiatstift
- Kloster Sankt Oswald (1431–1563), davor Pauliner (1396–1431), danach Benediktiner (1567–1803)
- Stift St. Mang Regensburg (1138–1803)
- Kloster St. Märgen (um 1118–1806), später Pauliner (1995–2011)
- Kloster St. Zeno in Bad Reichenhall (1136–1803), vorher Benediktiner (803 bis 10. Jahrhundert), seit 1852 Congregatio Jesu
- Saalfeld Petersstift (1063–1071)
- Stift St. Spiritus Salzwedel (ca. 1241–1541)
- Kloster Schamhaupten bei Altmannstein (1137–1606)
- Kloster Schiffenberg (1129–1323), danach Deutscher Orden
- Kloster Schlehdorf (1140–1803), davor Benediktiner, heute Missions-Dominikanerinnen
- Schlettau/Erzg. (1274–1327)
- Schmalkalden (1319–1525/1543)
- Schöningen (1120–1648)
- Seeburg am Süßen See (1184–1287), nach Magdeburg verlegt
- Seehausen/Altmark (1337–1541)
- Kloster Spabrücken in Spabrücken (bestehend)
- Kloster Segeberg in Bad Segeberg (1134–1566)
- Sielmönken (1444-vor 1560)
- Stift Sindelfingen (1477–1535), vorher Benediktinerdoppelkloster (~1050–~1082), weltliche Chorherren (~1082–1477)
- Kloster Springiersbach (1102–1791), heute Karmeliten
- Steinfeld-Kall (1121–1130/1139), danach Prämonstratenser
- Kloster Steinheim in Steinheim am Albuch (1190–1302)
- Stendal (1188–1540/1542)
- Stromberg/Petersberg (1142–1189)
- Sulza/Bergsulza (1063/1482), danach nach Weimar
- Tangermünde „Domstift“ (1377–1538)
- Tangermünde Marienstift
- Kloster Triefenstein (1102–1803)
- Kloster Tübingen (13. Jahrhundert-1535), danach Evangelisches Stift Tübingen
- Ueckermünde (1260–1276)
- St. Spiritus in Uedem (1663–1802)
- Volkhardinghausen (1465–1525)
- Kloster Waghäusel in Waghäusel (seit 1999), davor Kapuziner
- Walbeck/Aller (942–1810)
- Walberberg (vor 1191–1197), danach Zisterzienserinnen
- Kloster Walderbach (1130–1143), danach Zisterzienser (1143–1556, 1669–1803)
- Waldkirch ( ? –1806)
- Waldsee (1181–1788)
- Kloster Wechselburg (1168–1278), danach Deutscher Orden (1280–1539), Benediktiner (seit 1993)
- Kloster Maria Bronnen bei Weilheim (seit 1975)
- Weihenlinden (1657–1803)
- Weimar (1482–? ), von Obersulza
- Kloster Weißenstein bei Kassel (1137–1184/1193)
- Kloster Weltenburg (1123–1128), davor und danach Benediktiner
- Wengenkloster in Ulm (1183–1802)
- Wenigenborna bei Borna (936 – 1307), danach Benediktiner aus Pegau,
- Wernigerode (Oberpfarrkirche (1265–?))
- Kloster Wettenhausen (1130–1803), seit 1864 Dominikanerinnen
- Kloster Weyarn (1133–1803), heute Deutscher Orden
- Kloster Wittenburg (1328–1543)
- Zand/Straelen (1468–1802)
- Zeitz Stephanskloster (1119–1147)
- Klösterlein Zelle (1173-16. Jahrhundert), siehe Aue
- Zscheila/Meißen (1250–?), von (Großen-)Hain
- (Zschillen siehe Wechselburg)

## Frankreich
- Stift Marbach im Elsass (1089–1790)
- Kloster La Cotellerie in Bazougers
- Kloster St. Quentin in Beauvais
- Kloster Chaumousey in Chaumousey (Lothringen)
- Kloster Obersteigen an der Zaberner Steige im Elsass

## Italien
- Kloster Brescia in Brescia
- Stift Gries in Südtirol (1166–1807)
- Kloster Neustift bei Brixen in Südtirol (bestehend seit 1142)
- St. Michael an der Etsch in Welschtirol (1144/45–1807)
- San Leonardo di Siponto, Apulien, (1809 aufgehoben)

## Niederlande
- Abtei Rolduc in Kerkrade (bestehend seit 1104)
- Kloster Windesheim bei Zwolle (1386 gegründet, 1581 zerstört)

## Nordirland
- Kloster Armagh in Armagh (aufgelöst)

## Österreich
- Kloster Bischofshofen in Bischofshofen (aufgelöst)
- Dorotheerkloster (1414–1786)
- Stift Dürnstein (aufgelöst)
- Stift Eberndorf in Eberndorf (aufgelöst)
- Stift St. Georgen an der Traisen (1112–1244 verlegt nach Herzogenburg)
- Stift Herzogenburg ((1112 in St. Georgen) ab 1244 in Herzogenburg – bestehend)
- Stift Klosterneuburg (bestehend)
- Stift Pöllau (aufgelöst)
- Stift Ranshofen (1125–1811)
- Stift Reichersberg (bestehend seit 1084)
- Kloster Rottenmann in Rottenmann (1450–1580)
- Stift St. Andrä in St. Andrä an der Traisen (aufgelöst)
- Stift Sankt Florian (bestehend seit 1071)
- Stift St. Pölten (1081–1784), vorher Benediktiner, seit 1785 Bistumsgebäude der Diözese St. Pölten
- Abtei Seckau (1142–1782), heute Benediktiner
- Stift Stainz (1229–1785), heute ein Schloss
- Stift Suben (1126–1787), vorher Kollegiatstift, heute Gefängnis
- Stift Vorau (bestehend seit 1163)
- Stift Waldhausen (1147–1786)
- Kloster Zell in Zell am See (aufgelöst)

## Polen
- Augustiner-Chorherren-Propstei Kamenz, 1210–1247, danach Zisterzienserkloster Kamenz, 1810 säkularisiert
- Augustiner-Chorherrenstift Naumburg am Bober, 1217–1284, im selben Jahr nach Sagan verlegt, danach in Naumburg Augustiner-Chorherren-Propstei von Sagan, 1810 säkularisiert
- Augustiner-Chorherrenstift Sagan in Sagan, 1810 säkularisiert
- Augustiner-Chorherrenstift Glatz in Glatz, 1349–1595, Auflösung

## Portugal
- Kloster Lissabon in Lissabon

## Schweiz
- Kloster St. Martin in Zürich (1127–1523/1525)
- Kloster Interlaken (1130–1528)
- Augustiner-Chorherrenstift Kreuzlingen in Kreuzlingen (1125–1848)
- Hospiz auf dem Grossen St. Bernhard (bestehend seit 1050)
- Abtei Saint-Maurice (bestehend seit 1128)
- Simplon-Hospiz (bestehend seit 1831)
- Kloster Köniz in Köniz (aufgelöst)
- Kloster Bern in Bern (aufgelöst)
- St. Ursenstift in Solothurn (1874 aufgehoben)
- Chorherrenstift Heiligenberg, bei Winterthur (ca. 1225–1525)
- Kloster Beerenberg bei Wülflingen/Winterthur (1365–1527, zuvor Franziskaner)

## Tschechien
- Augustiner-Chorherrenstift Forbes in Borovany, (1455–1785)
- Augustiner-Chorherrenstift Fulnek in Fulnek, (1389–1784)
- Augustiner-Chorherrenstift Glatz in Glatz, (1349–1595), danach Jesuiten
- Augustiner-Chorherrenstift Jaromir in Jaroměř, (1389–erloschen Anfang 15. Jh. im Exil)
- Augustiner-Chorherrenstift Prag-Karlshof in Prag, (1350–1784)
  - Dessen Filiale: Propstei Ingelheim (1354–1576)
- Augustiner-Chorherrenstift Landskron in Lanškroun, (1371–1434)
- Augustiner-Chorherrenstift Olmütz in Olmütz (1434–1784)
- Augustiner-Chorherrenstift Proßnitz in Prostějov (1391–1434)
- Augustiner-Chorherrenstift Raudnitz in Roudnice nad Labem, (1333–Ende 16. Jh. erloschen)
- Augustiner-Chorherrenstift Rokycany in Rokycany, (1363–1546)
- Augustiner-Chorherrenstift Sadská in Sadská, (1362–erloschen Mitte des 15. Jh. im Exil)
- Augustiner-Chorherrenstift Sternberg in Šternberk, (1371–1784)
- Augustiner-Chorherrenstift Wittingau in Třeboň, (1367–1784)

## Vereinigtes Königreich
- Waltham Abbey, Essex, England